# Némesis (Asimov)
Némesis es una novela de ciencia ficción escrita por Isaac Asimov y publicada en 1989, tres años antes de su muerte. La novela está relacionada con la historia futura que él intentó integrar en sus últimos años, conectando varias ideas de novelas anteriores y posteriores, incluyendo la inteligencia no humana, planetas sensibles (Erythro), y motores de rotor (Viaje Alucinante II: Destino Cerebro). En el contexto del Universo de la Fundación de Asimov, es mencionado milenios después como "una leyenda". 

## Argumento
La novela se desarrolla en la era del inicio de los viajes interestelares (siglo XXIII). Los habitantes de Rotor, una colonia establecida en un asteroide, utilizan la "hiper-asistencia", una tecnología que permite viajar a la velocidad de la luz, para moverla desde su órbita terrestre a la enana roja Némesis, recién descubierta por Eugenia Insigna. Una vez allí, es puesta en órbita alrededor del satélite natural Erythro. Mientras, en la Tierra, la doctora Tessa Wendel desarrolla la tecnología que permitirá los viajes superlumínicos y que abrirá la Galaxia a la exploración humana (y podría terminar con el aislamiento de Rotor).
En la historia también se relata la ruptura y reencuentro de una familia (Insigna y su hija Marlene se quedaron en Rotor mientras que el padre Crile Fisher volvió a la Tierra e inició una relación con Wendel), el descubrimiento de que las bacterias que habitan en Erythro forman un único organismo capaz de comunicarse telepáticamente (por medio de Marlene) y el intento de resolver la catástrofe que se prevé: Némesis, en su movimiento, pasará lo suficientemente cerca del Sistema Solar como para desestabilizarlo y acabar con la vida en la Tierra. 
- Datos: Q2071504